# 需要
需要在心理学上指个体内部生理与心理之间的不平衡状态，它提供了有机体活动的动力，是动机产生的基础之一。

## 分类
- 生理需要和社会需要
- 物质需要和精神需要